# Someday (film)
Someday is een Britse dramafilm uit 1935 onder regie van Michael Powell. De film is wellicht zoekgeraakt.

## Verhaal
Curley Blake is een liftbediende in een flatgebouw. Hij is verliefd op de werkster Emily. Wanneer Emily terugkeert van een verblijf in het ziekenhuis, regelt Curley een etentje in een van de flats. Helaas komt de bewoner eerder thuis dan verwacht.

## Rolverdeling
| Acteur            | Personage    |
| ----------------- | ------------ |
| Esmond Knight     | Curley Blake |
| Margaret Lockwood | Emily        |
| Henry Mollison    | Canley       |
| Sunday Wilshin    | Betty        |
| Raymond Lovell    | Carr         |
| Ivor Barnard      | Hope         |
| George Pughe      | Melkboer     |
| Jane Cornell      | Verpleegster |